# استفانی دیملر
استفانی دیملر (انگلیسی: Stefanie Dimmeler؛ زادهٔ ۱۸ ژوئیهٔ ۱۹۶۷) زیست‌شناس اهل آلمان است.